# 环美卡因
环美卡因是一种含氮有机化合物，化学式C
22H
33NO
3，能用作局部麻醉药，1948年由美国食品药品监督管理局批准使用。